# 극지

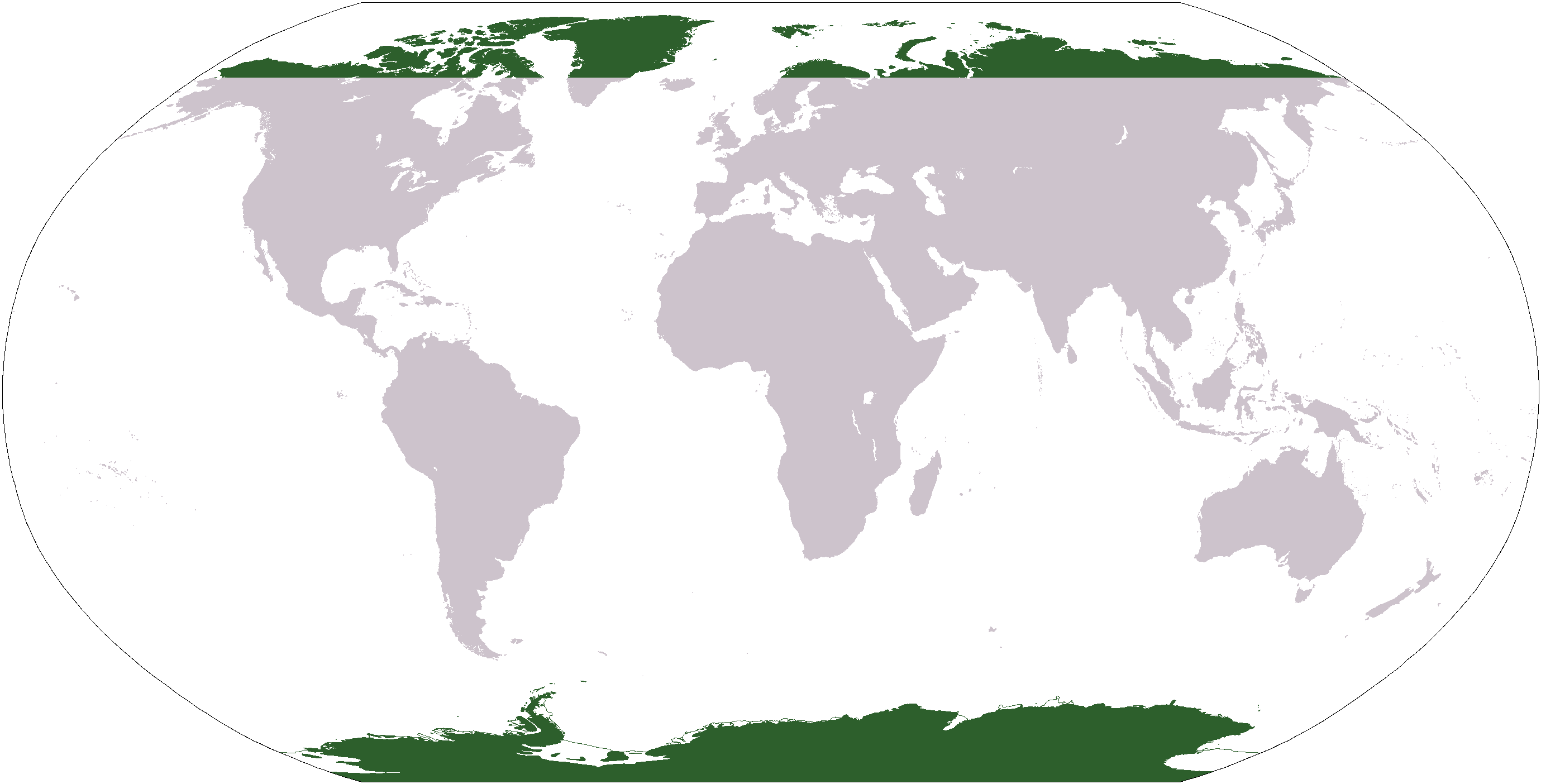
극지

극지(極地)란 지구의 자전축(自轉軸)이 지표와 교차하여 생기는 북극점 및 남극점을 중심으로 하여 퍼지는 고위도 지역을 가리키는 말이다.
얼음으로 뒤덮인 지역의 크기나 형태는 계절에 따라 다르다. 북극은 대륙에 애워싸인 빙해이고 남극은 고립된 대륙이라는 차이가 있기 때문에, 남극에서는 1년을 통해 얼음의 양 등의 극단적인 변화는 찾아볼 수 없지만, 북극에서는 여름에는 식물이 자라나기 때문에 얼음 지대가 좁아지고 나름대로의 계절을 느낄 수 있다.